# Rainer Georg Jörgensen
Rainer Georg Jörgensen (* 6. April 1957) ist ein deutscher Agrarwissenschaftler mit einem Schwerpunkt in der Bodenbiologie. Von 1999 bis 2023 war er Professor für Bodenbiologie und Pflanzenernährung an der Universität Kassel.

## Leben und Wirken
Nach dem Abitur im Jahr 1976 studierte Jörgensen Agrarwissenschaften mit den Schwerpunkten Pflanzenproduktion und Bodenkunde an der Georg-August-Universität Göttingen und schloss 1981 mit dem Diplom ab. 1986 promovierte er in Bodenkunde bei Brunk Meyer und Bernard Ulrich zu einem Thema der Waldökologie über den Einfluss von Regenwürmern auf die Umsätze von organischen Stoffgruppen in einem Rotbuchenwald an der Universität Göttingen. In seiner Dissertation entwickelte er das Konzept der mikrobiellen Residualmasse bzw. Nekromasse durch die Messung von Aminozuckern. Im Jahr 2024 konnte eine von ihm betreute Arbeitsgruppe die Bedeutung von Galactosamin (GalN) als wichtigen Bestandteil von mikrobiellen extrazelluläre polymere Substanzen (EPS) in Böden belegen.
Von 1987 bis 1988 arbeitete Rainer Georg Jörgensen als Stipendiat der Deutschen Forschungsgemeinschaft (DFG) in der Forschungsgruppe von David Jenkinson und Philip Charles Brookes am damaligen Soils Department der Rothamsted Experimental Station (UK). Hier lernte er die damals neu entwickelte Methode der Chloroform-Fumigations-Extraktion (CFE) zur Bestimmung mikrobieller Biomasse kennen und trug zur Verbesserung dieser Methode bei. Jörgensen erleichterte deren Durchführung durch die Anwendung von HPLC-Chloroform, das mit 2-Methyl-2-Buten stabilisiert ist (HPLC = High Performance Liquid Chromatography). Weiterhin führte er die C-Messung in den salzhaltigen Bodenextrakten der CFE mit TOC-Analysatoren ein (TOC = Total Organic Carbon), die zunächst den UV-Persulfataufschluss verwendeten. Später nutzte Jörgensen die katalysierte Ofenoxidation von organischem Kohlenstoff bei 800 ºC zu CO2, welche die gleichzeitige Messung von TNb (= Total bound Nitrogen bzw. gesamter gebundener Stickstoff) in salzhaltigen Bodenextrakten erlaubte. Die Messung von TNb erfolgt mit Hilfe eines elektrochemischen oder eines Chemilumineszenz-Detektors, so dass in den Extrakten der CFE-Methode gleichzeitig C und N in mikrobieller Biomasse gemessen werden konnte. CFE ist zurzeit weltweit die wichtigste und genauste Methode zur Bestimmung mikrobieller Biomasse in Böden.
Nach seiner Rückkehr war er bis 1999 wissenschaftlicher Mitarbeiter an der Universität Göttingen und habilitierte sich 1995 mit einer Arbeit über die CFE-Methode. 1999 erhielt er den Ruf an die Universität Kassel, wo er bis 2023 als Professor tätig war.
Vom 1. März 2002 bis 28. Februar 2005 war er Dekan des Fachbereichs 11 Ökologische Agrarwissenschaften in Witzenhausen. Vom 1. Oktober 2009 bis 30. September 2021 war Jörgensen Mitglied des Fachbereichsrates.
Von 2009 bis 2020 war er Chief Editor der Fachzeitschrift Soil Biology & Biochemistry und ist bis heute Mitglied in den Redaktionsbeiräten mehrerer bodenökologischer Fachzeitschriften.

## Hauptforschungsgebiete
- Messung der mikrobiellen Biomasse in Böden
- Stöchiometrie der mikrobiellen Biomasse
- Biomasse und Nekromasse von Pilzen und Bakterien in Böden
- Bodenmikrobiologie tropischer und subtropischer Landnutzungssysteme
- Rhizodeposition
- Galactosamin als Indikator für mikrobielle EPS
- Bodenfruchtbarkeit

## Mitgliedschaften
- International Society of Soil Science
- Deutsche Bodenkundliche Gesellschaft
- Deutsche Gesellschaft für Pflanzenernährung

## Veröffentlichungen (Auswahl)
Eine vollständige Liste der Publikationen ist auf ResearchGate verfügbar.
- Joergensen, R.G., Meyer, B.: Chemical change in organic matter decomposing in and on a forest Rendzina under beech (Fagus sylvatica L.). In: Journal of Soil Science. Band 41, 1990, S. 17–27, doi:10.1111/j.1365-2389.1990.tb00041.x.
- Oliva, R.L., Vogt, C., Bublitz, T.A., Camenzind, T., Dyckmans, J., Joergensen, R.G.: Galactosamine and mannosamine are integral parts of bacterial and fungal extracellular polymeric substances. In: ISME Communications. Band 4, 2024, S. ycae038, doi:10.1093/ismeco/ycae038.
- Wu, J., Joergensen, R.G., Pommerening, B., Chaussod, R., Brookes, P.C.: Measurement of soil microbial biomass C by fumigation-extraction – an automated procedure. In: Soil Biology & Biochemistry. Band 22, 1990, S. 1167–1169, doi:10.1016/0038-0717(90)90046-3.
- Salamanca, E.F., Raubuch, M., Joergensen, R.G.: Relationships between soil microbial indices in secondary tropical forest soils. In: Applied Soil Ecology. Band 21, 2002, S. 211–219, doi:10.1016/S0929-1393(02)00091-4.
- Joergensen, R.G.: The fumigation-extraction method to estimate soil microbial biomass: calibration of the kEC value. In: Soil Biology & Biochemistry. Band 28, 1996, S. 25–31, doi:10.1016/0038-0717(95)00102-6.
- Joergensen, R.G., Mueller, T.: The fumigation-extraction method to estimate soil microbial biomass: calibration of the kEN value. In: Soil Biology & Biochemistry. Band 28, 1996, S. 33–37, doi:10.1016/0038-0717(95)00101-8.
- Joergensen, R.G., Wichern, F.: Quantitative assessment of the fungal contribution to microbial tissue in soil. In: Soil Biology & Biochemistry. Band 40, 2008, S. 2977–2991, doi:10.1016/j.soilbio.2008.08.017.
- Joergensen, R.G.: Amino sugars as specific indices for fungal and bacterial residues in soil. In: Biology and Fertility of Soils. Band 54, 2018, S. 559–568, doi:10.1007/s00374-018-1288-3.
- Joergensen, R.G., Hemkemeyer, M., Beule, L., Iskakova, J., Oskonbaeva, Z., Rummel, P.S., Schwalb, S.A., Wichern, F.: A hitchhiker’s guide: estimates of microbial biomass and microbial gene abundance in soil. In: Biology and Fertility of Soils. Band 60, 2024, S. 457–470, doi:10.1007/s00374-024-01810-3.
- Joergensen, R.G.: Phospholipid fatty acids in soil – drawbacks and future prospects. In: Biology and Fertility of Soils. Band 58, 2022, S. 1–6, doi:10.1007/s00374-021-01613-w.
- Joergensen, R.G.: Organic matter and micro-organisms in tropical soils. In: Dion, P. (Ed.), Soil Biology and Agriculture in the Tropics. Springer, Berlin, 2010, S. 17–44, doi:10.1007/978-3-642-05076-3_2.
- Hupe, A., Naether, F., Haase, T., Bruns, C., Heß, J., Dyckmans, J., Joergensen, R.G., Wichern, F.: I have the touch – Evidence for considerable N transfer from peas to oats from rhizodeposition. In: Plant and Soil. 2024, doi:10.1007/s11104-024-06904-3.
- Joergensen, R.G., Fründ, H.C., Hinck, S., Palme, S., Riek, W., Siewert, C.: Bodenfruchtbarkeit – verstehen, erhalten und verbessern. Agrimedia, Clenze, 2019. ISBN 978-3862631261